# Park Row Building
Park Row Building este o clădire ce se află în New York City.

## Legături externe
- Park Row Building la Emporis
- Park Row Building la SkyscraperPage
- Park Row Building la Structurae

1. ↑  archINFORM, accesat în 31 iulie 2018
2. ↑  archINFORM, accesat în 30 iulie 2018
3. ↑  National Register of Historic Places, accesat în 4 februarie 2023